# Томас Ксенакіс
Томас Ксенакіс (грец. Θωμάς Ξενάκης, 30 березня 1875, Наксос, Греція — 7 липня 1942, Орандж, Каліфорнія, США) — грецький спортивний гімнаст, двічі срібний призер літніх Олімпійських ігор 1896 в Афінах.
Томас Ксенакіс брав участь у змаганнях у лазінні по канату, поступившись тільки у швидкості своєму співвітчизнику Ніколаос Андріакопулосу, який піднявся на висоту 14 метрів за 23,4 секунди.
Також Томас Ксенакіс змагався у складі команди гімнастичного союзу Панеллініос, яка посіла друге місце в командному змаганні на брусах. У складі цієї команди також виступали Ніколаос Андріакопулос, Петрос Персакіс, капітаном команди був Сотіріос Атанасопулос.
Виїхав до США, мешкав в окрузі Орандж, Каліфорнія.